# L'Exode
L'Exode è un cortometraggio muto del 1910 diretto da Louis Feuillade.

## Produzione
Il film fu prodotto dalla Société des Etablissements L. Gaumont

## Distribuzione
Distribuito dalla Société des Etablissements L. Gaumont, uscì nelle sale cinematografiche francesi nel settembre 1910. Il film è conosciuto anche con il nome internazionale in inglese The Exodus.